# Ernst Wentzel von Rosteck und Goldmannsdorf
Ernst Wentzel von Rosteck und Goldmannsdorf (geb. vermutlich im 18. Jahrhundert; gest. vor 1790) war ein preußischer Landrat.

## Leben
Ernst Wentzel von Rosteck und Goldmannsdorf war Erbherr auf Kamin und Chropaczow. 1765 wurde er Nachfolger von Gottlieb Christoph von Rimultowsky und Kornitz als Landrat des Kreises Beuthen im Regierungsbezirk Oppeln. Das Amt übte er bis 1770 aus, sein Nachfolger wurde 1771 Erdmann Gustav Henckel von Donnersmarck.